# Live at La Cigale
Live at La Cigale è un EP del gruppo musicale britannico Placebo, pubblicato da EMI il 2 ottobre 2006 in esclusiva per 7digital e iTunes, e successivamente stampato in formato CD per il mercato internazionale dalla Virgin Records e dalla Elevator Music.

## Descrizione
Consiste nella registrazione del concerto del gruppo tenutosi al La Cigale di Parigi il 6 marzo 2006. Si tratta dell'ultima produzione pubblicata dalla EMI/Virgin per i Placebo, che lasceranno l'etichetta per firmare con l'indipendente Astralwerks.

## Tracce
1. Meds – 2:55
2. Infra-Red – 3:52
3. Drag – 3:12
4. Follow the Cops Back Home – 4:45
5. Post Blue – 3:28
6. Song to Say Goodbye – 3:43
7. The Bitter End – 3:03
8. Special K – 3:48

## Formazione
- Brian Molko – voce, chitarra elettrica (tracce 2, 3, 6–8), chitarra acustica (traccia 1)
- Stefan Olsdal – chitarra elettrica (tracce 1, 2–4, 6–8), basso (tracce 2, 5), cori
- Steve Hewitt – batteria
- Bill Lloyd – basso (tracce 1, 3, 4, 6–8), tastiera (tracce 2, 5), cori
- Alex Lee – chitarra elettrica (tracce 1–5, 8), tastiera (tracce 6, 7)